# Митний орган
Митний орган — державний орган, основним призначенням діяльності якого є сприяння реалізації громадянами та суб'єктами господарювання свого права на переміщення товарів, предметів і транспортних засобів через митний кордон України, організація та здійснення контролю за дотримання ними (громадянами та суб’єктами господарювання) правил переміщення товарів, предметів і транспортних засобів та використання в межах своїх повноважень інших інструментів реалізації митної політики.

## Система митних органів
До системи митних органів належить центральний орган виконавчої влади, що реалізує державну митну політику, митниці та митні пости, які утворюють єдину загальнодержавну систему – Державну митну службу України.

### Центральний апарат Державної митної служби України
Центральний орган виконавчої влади, що реалізує державну митну політику (центральний апарат Державної митної служби України), спрямовує, координує та контролює діяльність митниць, здійснює інші повноваження, передбачені митним законодавством України.

### Митниця
Митниця є митним органом, який у зоні своєї діяльності забезпечує виконання завдань, покладених на митні органи, є територіальним органом центрального органу виконавчої влади, що реалізує державну митну політику, має окремий баланс, рахунки в органах, що здійснюють казначейське обслуговування бюджетних коштів, печатку та бланк із зображенням Державного Герба України та із своїм найменуванням і діє відповідно до Конституції України, Митний кодекс України, інших нормативно-правових актів та на підставі положення, яке затверджується наказом центрального органу виконавчої влади, що реалізує державну митну політику.

### Митний пост
Митний пост є митний органом, який входить до складу митниці як структурний підрозділ і в зоні своєї діяльності забезпечує виконання завдань, покладених на митні органи. Являючи собою окрему підсистему в межах єдиної системи органів виконавчої влади, митні органи займають в ній своєрідне місце, що підтверджено їх особливим статусом. Разом з тим вони, є елементом апарату публічного управління.

## Місце митних органів в системі державних органів України

### Місце митних органів в системі органів виконавчої влади
Особливість місця митних органів у системі органів виконавчої влади визначається, насамперед, метою створення, функціонування та характером виконуваних завдань і функцій. Саме це й обумовлює специфіку виконавчої діяльності митних органів, аналогів якої в державі немає. Митні органи здійснюють діяльність, яка має управлінський, організуючий, виконавський, контрольний, розпорядчий та правоохоронний характер. Ця універсальна та водночас специфічна діяльність здійснюється у чітко визначеній сфері — сфері митно-правового регулювання суспільних відносин. Митні органи наділені різноманітними управлінськими та організаційними функціями, що сприяють вирішенню поставлених перед ними завдань та досягненню певних цілей у цій сфері.
Митні органи як частина державного апарату наділені комплексом державно-владних повноважень, що реалізуються в спеціальних правових формах, специфіка яких полягає у тому, що вони регламентуються нормами декількох галузей права: адміністративного, фінансового та митного. За своїм змістом реалізація цих повноважень передбачає здійснення митними органами організаційної, управлінської діяльності, яка відбувається в основному в правових формах: правотворчій та правозастосовній, а також у власне організаційних: наприклад, проведенні митними органами консультування зацікавлених осіб з питань  переміщення через митний кордон окремих груп товарів. Усі форми діяльності тісно взаємопов'язані та в сукупності становлять єдине ціле. При цьому треба звернути увагу на те, що це вимагає від митних органів застосування сукупності різноманітних правових засобів, які за своїм характером можуть бути визнані адміністративно-правовими засобами.
За допомогою адміністративно-правових засобів, визначених законодавством, митні органи забезпечують порядок переміщення через митний кордон України товарів, предметів і транспортних засобів, здійснюють митне регулювання, пов'язане із встановленням та справлянням податків і зборів, процедурою митного контролю та оформлення, боротьбу з порушенням митних правил, що становить основні напрямки їх діяльності, крім того, вони виконують інші дії, спрямовані на реалізацію митної політики, наприклад боротьбу з контрабандою чи здійснення верифікації сертифікатів походження товарів. Митні органи в процесі реалізації своїх завдань та функцій, здійснюють діяльність, яку слід розглядати як адміністративну.

### Митні органи в системі суб'єктів реалізації митної політики
Митним органам належить ключове місце в системі суб'єктів реалізації митної політики, оскільки саме їм належить провідна роль у механізмі публічного управління митно-правовою сферою, адже саме митні органи здійснюють міжгалузеву координацію та функціональне регулювання відносин у сфері митно-правового регулювання. Це випливає, насамперед, з того, що митні органи:
- створені саме для безпосереднього здійснення митної діяльності, що є основним засобом упровадження в життя митної політики;
- здійснюють діяльність, що характеризується чітко визначеною державною спрямованістю, цілями, завданнями, функціями та певним обсягом компетенції, що пов’язані з формуванням та реалізацією митної політики;
- за функціональним змістом владних повноважень забезпечують цілісність як системи митної служби, так і системи публічного адміністрування в сфері ЗЕД;
- виконують свої основні завдання та функції шляхом здійснення повсякденної та оперативної владно-організуючої діяльності;
- реалізують свою діяльність, використовуючи специфічні форми і методи, що знайшли нормативне закріплення в окремому кодифікованому акті;
- характеризуються наявністю організаційної відокремленості від інших елементів апарату публічного управління, про що свідчить їх організаційно-правова форма та внутрішня структура;
- поєднані стійкими зв’язками з усіма іншими суб’єктами формування митної політики та виступають посередником між ними й об’єктами публічного впливу в сфері митно-правового регулювання суспільних відносин.

## Основні завдання митних органів
Аналіз чинного законодавства у сфері митної діяльності та наукової літератури, дав можливість визначити основні завдання, виконання яких здійснюється митними органами у процесі безпосередньої реалізації митної політики держави.
З метою ефективної реалізації митної політики митні органи здійснюють багатофункціональну діяльність, яка спрямована на таке:
- вирішення економічних завдань, що досягається через участь митних органів у захисті в межах своєї компетенції економічних інтересів держави, забезпечення справляння митних платежів, контроль правильності обчислення, своєчасності та повноти їх сплати, застосування заходів щодо їх примусового стягнення, організація застосування гарантій забезпечення сплати митних платежів, взаємодія з банківськими установами та незалежними фінансовими посередниками, що надають такі гарантії, запобігання та протидію легалізації (відмиванню) доходів, отриманих злочинним шляхом, проведення перевірок суб'єктів господарювання, здійснення заходів щодо захисту інтересів національного споживача і недопущення ввезення на територію України неякісних товарів або товарів, що не відповідають вимогам і стандартам;
- регулювання митної діяльності, що досягається шляхом організації застосування та вдосконалення засобів митного регулювання з урахуванням пріоритетів розвитку економіки держави. До таких засобів належать: засоби митно-тарифного і позатарифного регулювання, прийняття рішень щодо класифікації та кодування товарів відповідно до Української класифікації товарів зовнішньоекономічної діяльності, видання та скасування у випадках, передбачених законодавством, відповідних дозвільних документів, здійснення верифікації сертифікатів походження товарів тощо. Вирішенню регулятивних завдань сприяє також забезпечення митними органами виконання зобов’язань, які випливають з міжнародних угод, укладених Україною, створення сприятливих умов для полегшення торгівлі, сприяння транзиту, збільшення товарообігу та пасажиропотоку через митний кордон України, здійснення разом з митними органами інших держав заходів щодо удосконалення процедури пропуску товарів, транспортних засобів через митний кордон, їх митного контролю та митного оформлення, ведення митної статистики зовнішньої торгівлі, спеціальної митної статистики і налагодження міжнародного співробітництва у сфері митної діяльності;
- здійснення контролю за додержанням законодавства у сфері митної діяльності, що досягається шляхом здійснення контролю за дотриманням суб’єктами господарської діяльності та громадянами порядку переміщення товарів та інших предметів через митний кордон України, митного контролю, митного оформлення товарів та інших предметів, що переміщуються через митний кордон України (у тому числі товарів, що містять об'єкти інтелектуальної власності) та удосконалення форм і методів їх здійснення, контролю за доставкою товарів та інших предметів, що перебувають під митним контролем, контролю за діяльністю митних брокерів, митних перевізників, митних ліцензійних складів, складів тимчасового зберігання та магазинів безмитної торгівлі, здійснення комплексного контролю за валютними операціями, контролю за забезпеченням охорони державної таємниці, контролю за діяльністю підпорядкованих митних органів;
- вирішення правоохоронних завдань, що досягається шляхом здійснення запобіжних заходів, спрямованих на профілактику митних правопорушень (у тому числі недопущення незаконного вивезення за кордон цінностей, що становлять культурне або історичне надбання українського народу), виявлення та припинення фактів учинення митних правопорушень, здійснення провадження в справах про порушення митних правил, здійснення кримінального провадження в справах про контрабанду та розгляду звернень суб'єктів господарювання і громадян з питань своєї діяльності. Митні органи в межах своєї компетенції представляють інтереси держави в судах під час розгляду справ за позовами юридичних осіб та громадян.

Митні органи виконують ряд інших функцій, що мають значення для ефективної реалізації митної політики, а саме: здійснюють взаємодію з іншими державними органами та органами інших держав з питань, пов'язаних з реалізацією митної політики, реалізують у межах своєї компетенції державну кадрову політику, беруть участь у реалізації загальнодержавних програм розвитку митної інфраструктури та соціального захисту працівників, забезпечують гласність та прозорість своєї діяльності, здійснюють інформування суб'єктів ЗЕД та громадян з питань митного законодавства й виконують інші функції, що випливають з покладених на них завдань.